# Wanli (Nowe Tajpej)
Wanli (chiń. upr. 万里 区; chiń. trad. 萬里區; pinyin Wànlǐ qū; Wade-Giles Wan-li ch’ü; pe̍h-ōe-jī Bān-lì-khu) – dzielnica (chiń. 區, qū) miasta wydzielonego Nowe Tajpej na Tajwanie. Znajduje się w północnej części miasta. 
23 czerwca 2009 komitet przy Ministrze Spraw Wewnętrznych Republiki Chińskiej zarekomendował przekształcenie dotychczasowego powiatu Tajpej (chiń. trad. 臺北縣; pinyin Taibei xiàn) w miasto wydzielone; wszystkie gminy wiejskie (chiń. 鄉, xiāng), jak Wanli, gminy miejskie i miasta wchodzące w skład powiatu zostały przekształcone w dzielnice(chiń. 區, qū). Ustawa weszła w życie 25 grudnia 2010 roku.
Populacja dzielnicy Wanli w 2016 roku liczyła 22 490 mieszkańców – 11 181 kobiet i 11 309 mężczyzn. Liczba gospodarstw domowych wynosiła 7465, co oznacza, że w jednym gospodarstwie zamieszkiwało średnio 3,01 osób.

## Demografia (2010–2016)
| Rok  | Liczba ludności | Gęstość zaludnienia | Kobiety | Mężczyźni | Gospodarstwa domowe |
| ---- | --------------- | ------------------- | ------- | --------- | ------------------- |
| 2010 | 22 009          | 347                 | 10 845  | 11 164    | 7021                |
| 2011 | 22 204          | 350                 | 10 935  | 11 269    | 7140                |
| 2012 | 22 429          | 353                 | 11 042  | 11 387    | 7259                |
| 2013 | 22 618          | 356                 | 11 162  | 11 456    | 7317                |
| 2014 | 22 678          | 357                 | 11 261  | 11 417    | 7369                |
| 2015 | 22 642          | 357                 | 11 230  | 11 412    | 7416                |
| 2016 | 22 490          | 354                 | 11 181  | 11 309    | 7465                |